# Tom Fleming
Kelman Thomas Fleming (29 de junho de 1927 - 18 de abril de 2010) foi um ator, diretor e poeta escocês, era comentarista de rádio e televisão para a BBC.